# Enoura Maru
„Enoura Maru” – japoński statek towarowy oddany do służby w 1944 roku, jedna z jednostek typu 2A.
Operatorem statku były linie żeglugowe Nippon Yūsen Kaisha. Na przełomie grudnia 1944 roku i stycznia 1945 roku przetransportował ponad tysiąc alianckich jeńców wojennych z Luzonu na Formozę. 9 stycznia 1945 roku, podczas postoju w Takao, został ciężko uszkodzony przez amerykańskie samoloty pokładowe. Zginęło wtedy około 200–300 jeńców, w większości Amerykanów.
„Enoura Maru” jest zaliczany do grona tzw. piekielnych statków.

## Dane techniczne
„Enoura Maru” był jednym ze statków towarowych typu 2A . Ich produkcję uruchomiono w 1943 roku, aby zniwelować dotkliwe straty, które japońska marynarka handlowa ponosiła na skutek działalności amerykańskich okrętów podwodnych.
Jednostki tego typu charakteryzowały następujące parametry: długość – 136,79 metrów, szerokość – 18,22 metrów, zanurzenie – 11,12 metrów. Były wyposażone w jedną śrubę i trzy kotły. Napęd zapewniała turbina parowa o mocy 3500 SHP. Osiągały maksymalną prędkość 13 węzłów.
Statki typu 2A posiadały standardowo pojemność 6600 BRT. W przypadku „Enoura Maru” jego pojemność bywa jednak szacowana na 6968 BRT, a nawet 10 000 BRT.

## Historia

### Przebieg służby
Budowę statku zakończono 30 marca 1944 roku . Jego operatorem zostały linie żeglugowe Nippon Yūsen Kaisha (NYK).
30 listopada 1944 roku wypłynął z Moji na wyspie Kiusiu w konwoju MI-29 do Singapuru .

### „Piekielny statek”

#### Przebieg wydarzeń
27 grudnia 1944 roku w San Fernando nad Zatoką Lingayen na „Enoura Maru” zaokrętowano 1070 alianckich jeńców wojennych. Kolejnych 236 zaokrętowano na zacumowany obok „Brazil Maru”. Zdecydowana większość jeńców była Amerykanami, aczkolwiek na „Enoura Maru” znalazło się także około 37 Brytyjczyków i Holendrów. Kontyngent liczył pierwotnie 1619 osób, jednakże około trzystu jeńców zginęło, gdy statek „Ōryoku Maru”, który miał ich ewakuować z Manili, został 15 grudnia zatopiony w Zatoce Subic przez amerykańskie lotnictwo. Obok jeńców „Enoura Maru” przewoził także kilkuset rannych żołnierzy japońskich.
Wszystkich jeńców umieszczono w ładowni nr 2. Panujące w niej warunki były bardzo ciężkie. Statek uprzednio przewoził konie, stąd podłogę zalegała warstwa końskiego łajna. Jeńcy cierpieli z powodu głodu, chorób, pragnienia oraz zimna. Prośby o dostarczenie większych racji żywnościowych były za każdym razem odrzucane przez tłumacza Shusukego Wadę. Niektórzy jeńcy, doprowadzeni głodem do ostateczności, zjadali niestrawione ziarna, które tkwiły w końskim łajnie .
Jeszcze tego samego dnia oba statki wyruszyły w rejs, obierając kurs na Formozę. Wraz z nimi płynęło jeszcze siedem innych japońskich jednostek. 30 grudnia w Cieśninie Bashi konwój został zaatakowany przez amerykański okręt podwodny USS „Razorback”. Żaden ze statków, które przewoziły jeńców, nie został uszkodzony, jednakże amerykańska jednostka zdołała zatopić niszczyciel „Kuretake”. Następnego dnia konwój dopłynął do portu Takao (ob. Kaohsiung). W tej fazie rejsu na „Enoura Maru” zmarło szesnastu jeńców.
W Takao wyokrętowano japońskich rannych. Podczas trwającego ponad tydzień postoju jeńcy nie mogli opuszczać statku. Wydawano im minimalne racje wody i żywności, a warunki sanitarne nadal pozostawały fatalne. W ładowniach „Enoura Maru” miało umrzeć w tym czasie 34 jeńców. 6 stycznia wszystkich jeńców z „Brazil Maru” przeniesiono na „Enoura Maru”. Zostali oni umieszczeni w ładowni nr 1, do której przeniesiono dodatkowo 240 jeńców z ładowni nr 2. Następnego dnia zabrano na ląd 37 Brytyjczyków i Holendrów. Zostali oni odwiezieni do obozu jenieckiego w Heito na wschód od Takao. 8 stycznia na okręt załadowano ładunek cukru.
9 stycznia około godziny 11:00, gdy jeńcy spożywali swe niewielkie racje ryżu, Takao zostało zaatakowane przez samoloty pokładowe z amerykańskich lotniskowców. „Enoura Maru” został kilkukrotnie trafiony; niektórzy świadkowie twierdzili, że mogło go dosięgnąć nawet do pięciu bomb lotniczych. Jedna z nich eksplodowała w bezpośrednim sąsiedztwie ładowni nr 1, zabijając na miejscu dziesiątki jeńców, a wielu innych raniąc. W ładowni nr 2 siła eksplozji wyrwała z zawiasów masywny właz, który wpadł do środka, miażdżąc wielu jeńców.
W źródłach można znaleźć rozbieżne szacunki na temat liczby jeńców, którzy zginęli tego dnia na „Enoura Maru”. POW Research Network Japan podaje na swej stronie internetowej, że w ładowni nr 1 zginęło 292 jeńców, a w ładowni nr 2 – około czterdziestu. Inni autorzy szacują liczbę ofiar na około 200, około 250 lub około 300. Wśród ofiar znajdowali się przede wszystkim Amerykanie, jednakże w nalocie zginęło także trzech Brytyjczyków.
Statek, choć ciężko uszkodzony, utrzymał się na powierzchni. Przez trzy dni Japończycy nie interesowali się losem jeńców. Lekarze i sanitariusze, którzy znajdowali się wśród jeńców, starali się nieść pomoc blisko 200 rannym, jednakże ze względu na niemal całkowity brak lekarstw, bandaży i narzędzi chirurgicznych ich możliwości były bardzo ograniczone. Tłumacz Wada zakazał opróżniania latryn, stąd warunki sanitarne uległy dalszemu pogorszeniu. Dopiero 12 stycznia ze statku wyniesiono zwłoki, a rannym udzielono pomocy medycznej. Następnego dnia ocalałych jeńców, w liczbie od 925 do około tysiąca, przeniesiono na „Brazil Maru”.
Japończycy początkowo zamierzali skremować zwłoki zabitych jeńców, lecz w związku z nieustającą aktywnością amerykańskiego lotnictwa ostatecznie zostały one pogrzebane (11–13 stycznia).

#### Epilog
14 stycznia „Brazil Maru” wznowił rejs w kierunku Wysp Japońskich. W jego ładowniach jeńcy masowo umierali na skutek głodu, chorób, odniesionych ran oraz fatalnych warunków bytowych i sanitarnych. Liczbę tych, którzy 30 stycznia zeszli na ląd w Moji, szacuje się w zależności od źródeł na 425, około 450 lub około 500. Co więcej, od około 140–150 do 235 skrajnie wyczerpanych jeńców zmarło w ciągu następnych sześciu tygodni w obozach jenieckich w rejonie Ōmuta.
Według źródeł amerykańskich 26 marca 1945 roku „Enoura Maru” został zatopiony w Takao w kolejnym nalocie amerykańskiego lotnictwa.
Japończycy nie poinformowali Czerwonego Krzyża o losie jeńców, którzy zmarli i zginęli na „Ōryoku Maru”, „Enoura Maru” i „Brazil Maru”. Listę ofiar udało się skompletować dopiero w listopadzie 1947 roku.
W drugiej połowie maja 1946 roku członkowie American Graves Registration Service Search & Recovery Team przeprowadzili prace ekshumacyjne na obszarze Takao. Z masowego grobu na wysepce Qijin u wejścia do portu ekshumowali szczątki 311 osób. Kolejne 33 zwłoki wydobyto z dwóch grobów na miejskim cmentarzu. Należały one do jeńców z „Enoura Maru”, którzy zginęli w nalocie 9 stycznia 1945 roku lub w dniach wcześniejszych – z powodu głodu i chorób. Odnalezione szczątki przewieziono do Keelungu, a stamtąd do Szanghaju, gdzie dołączono do nich trumny ze szczątkami 56 amerykańskich żołnierzy, które odnaleziono poza Formozą. W kwietniu 1947 roku wszystkie 400 zwłok przewieziono na Hawaje. W 1949 roku zostały one pogrzebane w 20 mogiłach na terenie National Memorial Cemetery of the Pacific w Honolulu. Mimo iż wśród 400 pochowanych znajdowali się żołnierze, którzy zginęli poza Formozą, na wszystkich 20 grobach umieszczono nagrobki z napisem „Nieznani – 9 stycznia 1945”.

### Powojenny proces
10 marca 1947 roku przed amerykańskim trybunałem wojskowym w Jokohamie rozpoczął się proces dziewięciu japońskich żołnierzy i cywilów, których oskarżono o mordowanie i nieludzkie traktowanie jeńców przewożonych statkami „Ōryoku Maru”, „Brazil Maru” i „Enoura Maru”.
Zarzuty postawione kapitanowi „Brazil Maru”, Shinowi Kajiyamie, zostały oddalone jeszcze przed zakończeniem procesu. Wyroki wobec pozostałych oskarżonych zostały ogłoszone 9 maja 1947 roku. Porucznik Junsaburo Toshino – dowódca jenieckiego kontyngentu, oraz kpr. Kazutane Aihara zostali skazani na karę śmierci. Tłumacz Shusuke Wada usłyszał wyrok dożywotniego pozbawienia wolności. Sierżant Suketoshi Tanoue otrzymał wyrok 25 lat więzienia, szer. Jiro Ueda – 20 lat więzienia, sierż. Sho Hattori – 10 lat więzienia. Strażnicy Risaku Kobayashi i Hisao Yoshida zostali uniewinnieni.

## Pamięć
„Enoura Maru” jest zaliczany do grona japońskich „piekielnych statków” (ang. Hellships).
9 stycznia 2005 roku, w 60. rocznicę zbombardowania statku, z inicjatywy Taiwan POW Camps Memorial Society zorganizowano w Kaohsiungu uroczystość ku czci ofiar. Niedługo później podjęto inicjatywę budowy pomnika, który upamiętniałby zarówno ofiary „Enoura Maru” jak i ofiary, które cierpiały i ginęły na innych „piekielnych statkach” na wodach Tajwanu. Pomnik, znany pod nazwą The Taiwan Hellships Memorial, został odsłonięty 26 stycznia 2006 roku. Znajduje się w obrębie War and Peace Memorial Park na wysepce Qijin u wejścia do portu w Kaohsiungu, nieopodal miejsca, w którym znajdował się masowy grób jeńców zabitych w nalocie 9 stycznia 1945 roku.
15 sierpnia 2018 roku, po wieloletnich staraniach weteranów i ich rodzin, na terenie National Memorial Cemetery of the Pacific w Honolulu odsłonięto kamień pamiątkowy poświęcony jeńcom, którzy zginęli na „Enoura Maru” .
„Enoura Maru” jest jednym z „piekielnych statków”, które upamiętniono w obrębie tzw. Japanese Prison Ships Memorial Garden znajdującego się na terenie National Memorial Arboretum w brytyjskim Alrewas.